# Коробицина, Лариса Петровна
Лари́са Петро́вна Короби́цина (р. 3 апреля 1941 в Свердловске) — организатор культурно-массовой работы (в том числе, с 1973, фестивалей авторской песни), Заслуженный работник культуры Российской Федерации (1998). Участница походов высшей категории сложности (Кавказ, Памир, Саяны, Алтай). Основатель Челябинского клуба авторской песни (1971). Первый и бессменный президент областного КСП. Одна из основателей Ильменского фестиваля, проводимого с 1973. Заместитель председателя Всесоюзного Совета КСП при ЦК ВЛКСМ (середина 1980-х).
В дуэте с Татьяной Каревой (Лихачёвой) — лауреат фестивалей авторской песни: Грушинского, в Минске, Свердловске (1971—1973), Окончила Ленинградский институт культуры (1968).